# Il vento di Hastings
Il vento di Hastings (The Wind from Hastings) è un romanzo storico di Morgan Llywelyn pubblicato per la prima volta nel 1978.
Il romanzo è incentrato sulla Battaglia di Hastings del 1066.

## Edizioni
- Morgan Llywelyn, Il vento di Hastings, traduzione di Luca Landoni, collana Narrativa Nord, Editrice Nord, 1999, ISBN 88-429-1099-6.